# Holzkirche Hl. Erzengel Michael (Tršić)
Die Kirche Hl. Erzengel Michael (serbisch: Црква брвнара Светог архангела Михаила, Crkva brvnara Svetog arhangela Mihaila) ist eine serbisch-orthodoxe, Holzkirche, im Dorf, Tršić, in Westserbien.
Die von 2002 bis 2003 erbaute Filialkirche ist dem Hl. Erzengel Michael geweiht und gehört zur Kirchengemeinde Tršić der Pfarrei Loznica V im Dekanat Loznica der Eparchie Šabac der serbisch-orthodoxen Kirche. Tršić ist der Geburtsort des Sprachreformers der serbischen Schriftsprache Vuk Stefanović Karadžić (1787–1864).

## Lage

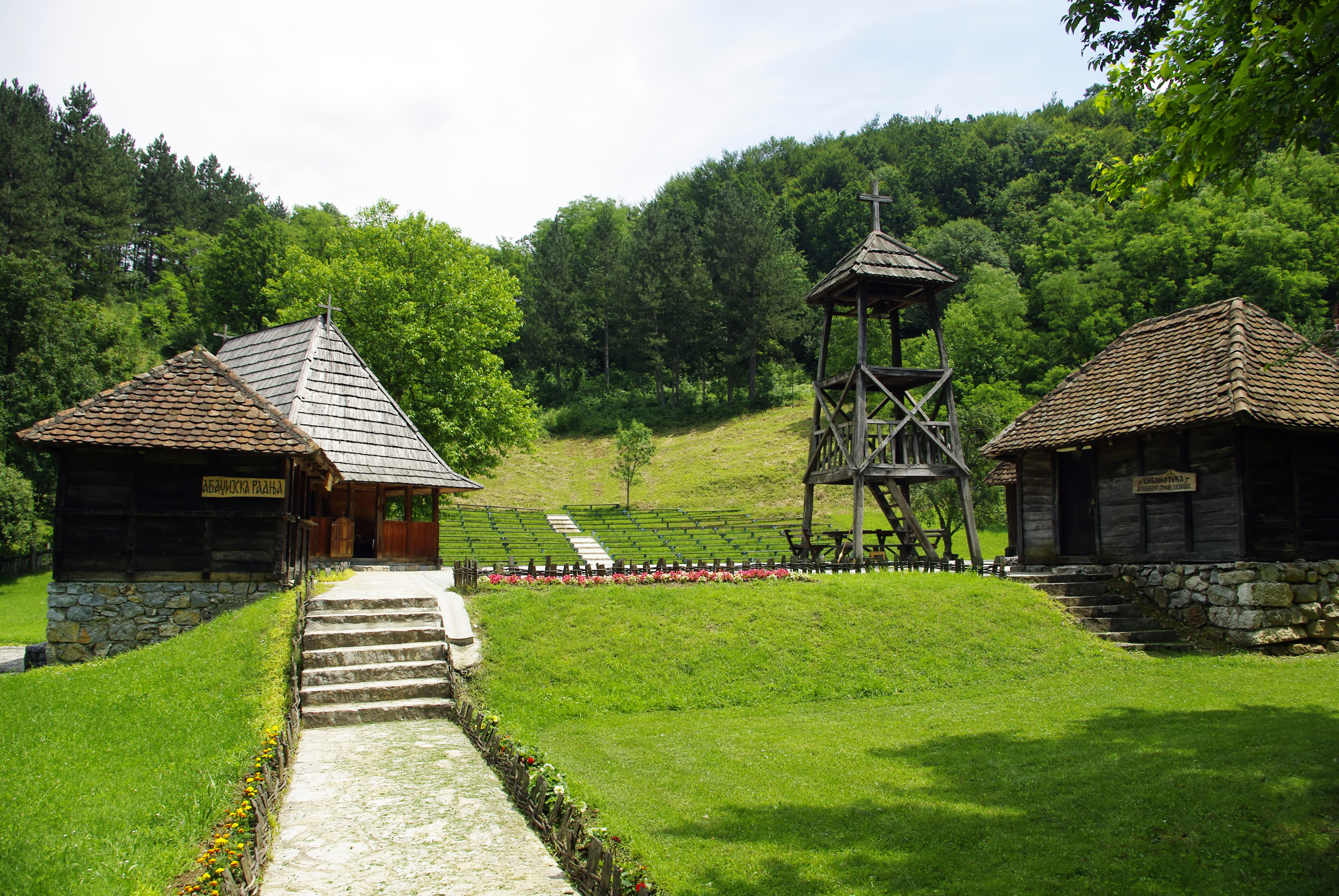
Die Kirche auf der Lokalität Saborište

Das Dorf liegt in der Opština Loznica, im Okrug Mačva im nordwestlichen Zentralserbien, in der historischen Region Jadar, benannt nach dem gleichnamigen Fluss Jadar. Tršić liegt etwa neun Kilometer südöstlich der Gemeindehauptstadt Loznica.
Die Kirche steht im Ethno-Park auf der Lokalität Saborište im Tal des Flusses Žeravija im Süden des Dorfgebiets. Der Ethno-Park Tršić wurde zu Ehren von Vuk Stefanović Karadžić geschaffen. Ein besonderes Augenmerk wurde auf die Bewahrung der Erinnerung an ihn und seine Arbeit gelegt.
Die Lokalität Saborište ist ein Amphitheater mit Bühne, wo jedes Jahr im September die älteste Kulturmanifestation Serbiens, der Vukov sabor stattfindet.
Die Kirche steht unweit des Geburtshauses von Karadžić, das das Zentrum des Ethnokomplexes bildet. Neben der Kirche stehen ein freistehender Glockenturm und Häuser in der traditionellen Bauweise der Gegend aus dem 19. Jahrhundert. Auch werden alte Handwerke im Komplex dargestellt.

## Geschichte
Die Holzkirche wurde im Zeitraum von 2002 bis 2003 als erstes Gotteshaus in Tršić erbaut. Sie wurde nach dem Entwurf des Architekten Ranko Findrik errichtet.
Der Glockenturm wurde 1994 ebenfalls nach dem Entwurf von Ranko Findrik an der Stelle eines früheren Glockenturms errichtet, der Teil der Szenografie für das Theaterstück Zu Ehren von Vuk war, das 1987 zur großen Feier des 200. Geburtstags von Vuk Karadžić gespielt wurde.
Die Kirche wurde am 14. September 2003 vom Bischof der Eparchie Šabac Lavrentije im Rahmen des 69. Vukov sabor feierlich eingeweiht. 2006 wurde die Kirche teilweise mit Fresken bemalt.

## Architektur

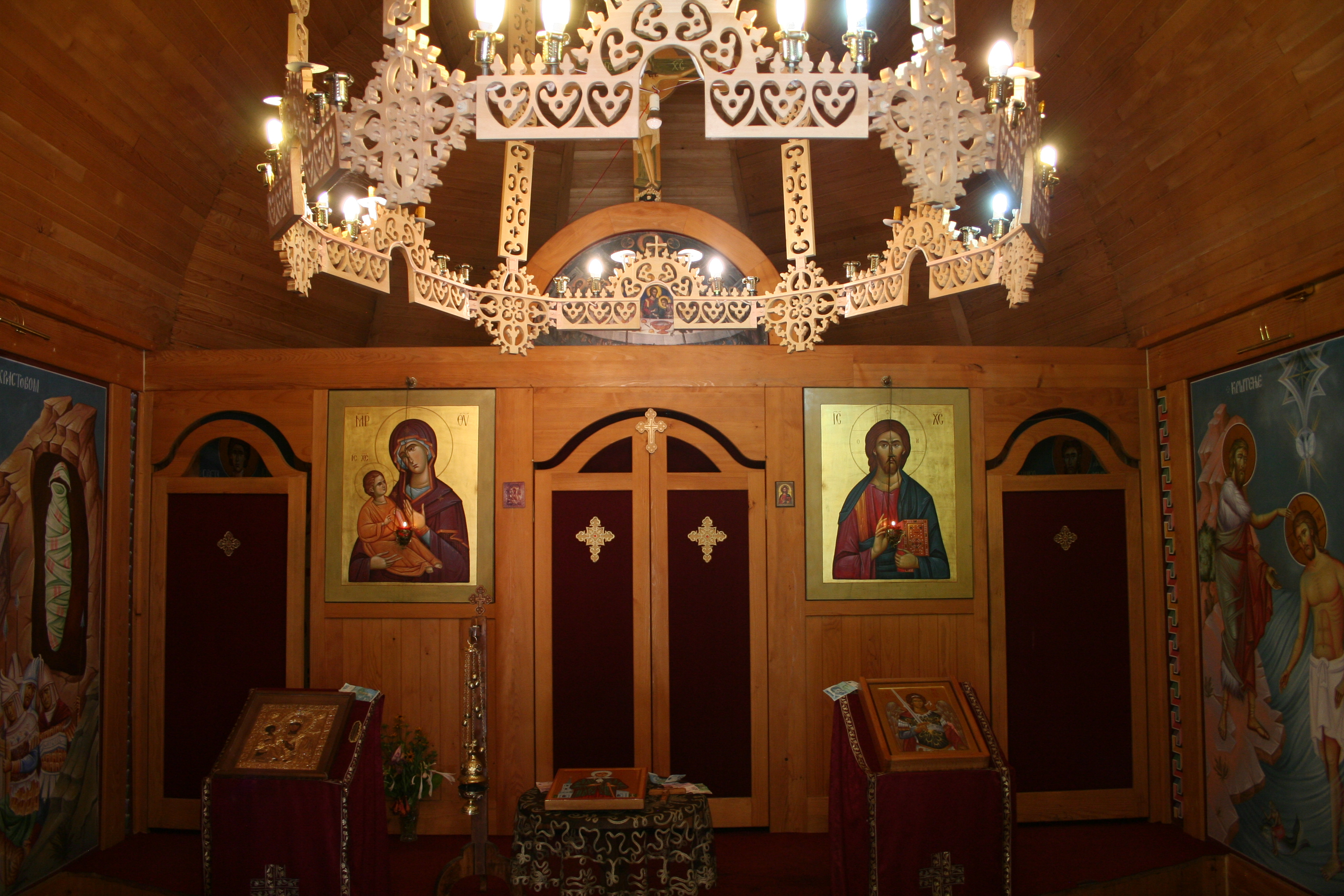
Die Ikonostase der Kirche

Die Holzkirche mit einem rechteckigen Grundriss, einer halbrunden Altar-Apsis im Osten und einem kleinen verandaartigen Vorbau an der Westseite ist nach dem Vorbild traditioneller Holzkirchen in Serbien, die zu Lebzeiten von Vuk Karadžić üblich waren, erbaut worden. Sie hat als direktes Vorbild die Holzkirche Hl. Großmärtyrer Georg im Dorf Seča Reka in der Opština Kosjerić.
Die Michaelskirche wurde über einem steinernen Fundament erbaut. Das spitz zulaufende Dach ist mit Holzschindeln bedeckt. Die Kirche besitzt zwei hölzerne Kreuze an der West- und Ostseite. Die Maße betragen 5,32 × 10,43 m. Die Kirche besitzt einen Eingang an der Westseite mit einer Patronatsikone des Hl. Erzengels Michael.
Sie besitzt typisch für orthodoxe Kirchenbauten eine Ikonostase mit Ikonen. Im Inneren ist sie teilweise mit byzantinischen Fresken ausgemalt.